# Connor Ronan
Connor Patrick Ronan (sinh ngày 6 tháng 3 năm 1998) là một cầu thủ bóng đá chuyên nghiệp hiện đang chơi ở vị trí tiền vệ cho câu lạc bộ Wolverhampton Wanderers. Anh chơi cho đội tuyển CH Ai Len ở cấp bậc đội tuyển quốc gia.